# Zircon (missile)
Le Zircon ou 3M22 Tsirkon (Циркон, Tsirkon) est un missile de croisière hypersonique développé pour les Forces armées de la fédération de Russie.

## Historique
Le Zircon ou 3M22 Tsirkon (code OTAN SS-N-33), est un missile hypersonique issu du programme russe de recherches des Appareils volants hypersoniques (en russe : Гиперзвуковые летательные аппараты (ГЗЛА)) qui a été présenté au Salon international aérospatial de Moscou de 1995. Ce missile est développé par la firme NPO Machinostroïenia et les premiers essais eurent lieu en 2012-2013. Son vol inaugural est effectué en mars 2016 et sa capacité opérationnelle initiale est atteinte en janvier 2023. Il doit être déployé sur les navires de la classe Amiral Gorchkov et sur les sous-marins de la classe Iassen.
Il est allégué une première utilisation contre des bâtiments  civils lors de l'invasion de l'Ukraine par la Russie. Des photos montrant des débris trouvés dans le raïon de Dnipro (Kiev) diffusées le 7 février 2024 sont présentés comme pouvant provenir d'un tel missile.

## Caractéristiques
D'une portée de 1 000 km, le Zircon a une vitesse de croisière qui peut atteindre Mach 9. Il est furtif (furtivité plasmique).
Il utilise un moteur à combustible solide qui l’accélère à des vitesses supersoniques, après quoi son superstatoréacteur à carburant liquide prend le relais pour lui faire atteindre une vitesse hypersonique.